# 斎藤錬一
斎藤 錬一（さいとう れんいち、1913年 - 1983年10月31日）は、日本の気象学者。理学博士。

## 経歴
1913年、静岡県生まれ。旧制静岡県立静岡中学校、旧制静岡高等学校理科甲類、東北帝国大学理学部物理学科卒業。札幌気象台予報課長・観測課長、気象庁海上気象課長、気象庁統計課長、気象庁予報課長、福岡管区気象台長、気象庁観測部長、気象庁予報部長、気象大学校講師。（判明分）

## 受賞
- 1963年 日本気象学会藤原賞受賞

## 著書
- 『集中豪雨 : 新しい災害と防災』 斎藤錬一, 奥田節夫, 斎藤亮平 著 日本放送出版協会 1973
- 『地学』 広瀬秀雄, 斎藤錬一, 森本良平 東京書籍 1969
- 『気象の教室』 斎藤錬一 著 東京堂 1968.12
- 『新編地学』 広瀬秀雄, 斎藤錬一, 森本良平 著 東京書籍 1967
- 『新編地学』 広瀬秀雄, 斎藤錬一, 森本良平 著 東京書籍 1966
- 『府県別年別気象災害表』 斎藤錬一編 私製 ー
- 『府県別年別気象災害表』 斎藤錬一著 地人書館 1966.3
- 『旅と気象』 斎藤錬一 著 新潮社 1964
- 『海上気象学』 斎藤錬一 著 海文堂 1960
- 『暴風の確率限界値』斎藤錬一 気象庁研究時報 Vol.9 No.7 1957

## 論文
- 斉藤錬一『積雪の物理学』 東北大学〈理学博士 報告番号不明〉、1948年。NAID 500000314087。
- 齊藤錬一「季節風による降水の週期的變化」『気象集誌. 第2輯』第17巻第8号、日本気象学会、1939年、305-314頁、doi:10.2151/jmsj1923.17.8_305、ISSN 0026-1165。
- 齋藤錬一「積雪中を融水が滲透する機構について」『気象集誌. 第2輯』第19巻第4号、日本気象学会、1941年、153-156頁、doi:10.2151/jmsj1923.19.4_153、ISSN 0026-1165。
- 齋藤錬一「雪質の分類に就て」『雪氷』第6巻第9号、日本雪氷学会、1944年、213-218頁、doi:10.5331/seppyo.6.9_213、ISSN 0373-1006。
- 齋藤錬一「積雪粒子の構造と力學的性質」『気象集誌. 第2輯』第23巻第1-12号、日本気象学会、1947年、1-34頁、doi:10.2151/jmsj1923.23.1-12_1、ISSN 0026-1165。
- 齋藤錬一「壓縮せる積雪の硬化現象」『雪氷』第9巻第5号、日本雪氷学会、1947年、64-73頁、doi:10.5331/seppyo.9.64、ISSN 0373-1006。
- 斎藤錬一「氣象觀測船について」『地学雑誌』第59巻第4号、東京地学協会、1950年、114-118頁、doi:10.5026/jgeography.59.114、ISSN 0022-135X。
- 斎藤錬一「観測法の変更が諸現象の観測に及ぼした影響」『気象庁研究時報』第8巻第10号、気象庁、1956年11月、ISSN 03685942。
- 斎藤錬一「日本各地の最大瞬間風速の分布-日本の強風の研究I-」『気象研究時報』第9巻第1号、1957年。
- 斎藤錬一「東京都の渇水問題に対する気象学的考察」『水利科学』第29号、水利科学研究所、1963年2月、1-15頁、ISSN 0039-4858。
- 中原満雄, 斎藤錬一「再現期間 50年の年最大風速分布図について」『日本建築学会論文報告集』第125巻、日本建築学会、1966年、1-7,65、doi:10.3130/aijsaxx.125.0_1、ISSN 03871185。